# Années 1560
Les années 1560 couvrent la période de 1560 à 1569.

## Évènements
- 1560-1600 : rafraîchissement du climat[1].
- 1560 :
  - prise de Djerba par les Ottomans[2].
  - Église presbytérienne d'Écosse[2].
  - Inquisition de Goa[2].
  - Jean Nicot, ambassadeur de France au Portugal, introduit le tabac en France[3].
- Après 1560 : échec de la tentative d'introduction de la Réforme en Irlande en dehors de Dublin et du Pale[4],[5].
- 1561 :
  - Akbar conquiert le Mâlwa[6].
  - partition de la Livonie au traité de Vilnius[7].
- 1562-1570 : début des guerres de religion en France, déclenchées par  massacre de Wassy ; traité d'Hampton Court. Élisabeth Ire d'Angleterre octroie des subsides aux Huguenots français qui lui livrent Le Havre (1562)[8]. Grand tour de France de Charles IX (1564-1566) ; deuxième (1567-1568) et troisième guerre de Religion (1568-1570) conclues par la paix de Saint-Germain[9].
- 1562 : 
  - paix de Prague entre les Ottomans et l'Autriche[2].
  - la reine Élisabeth Ire d'Angleterre accorde des lettres de marque au corsaire John Hawkins qui passe pour l’inventeur du commerce triangulaire entre Londres, l’Afrique (esclaves) et les colonies espagnoles (sucre, rhum, tabac)[10].
  - réforme de l'ordre du Carmel par Thérèse d'Avila[11].
- 1562-1563 : troisième session du concile de Trente[12].
- 1563 : publication des Trente-neuf articles, charte de l'anglicanisme ratifiée par le Parlement d'Angleterre en 1571[13].

- 1563-1569 : guerre de l'éléphant blanc entre le Siam et la Birmanie (en)[14].
- 1563-1570 : guerre nordique de Sept Ans[15].

- 1565 : 
  - bataille de Talikota ; destruction du royaume de Vijayanâgara en Inde[6].
  - fondation de Rio de Janeiro[16].
  - introduction de la pomme de terre, venue du Pérou, en Espagne[17].
- 1565-1572 : opritchnina ; Ivan le Terrible met sous son autorité directe la moitié du territoire de la Russie autour de Moscou[18].
- 1566 : compromis des Nobles ; début de la révolte des Gueux dans les Dix-Sept Provinces des Pays-Bas. Le soulèvement, qui réclame la liberté religieuse, débouche sur la guerre de Quatre-Vingts Ans entre les Pays-Bas et l'Espagne (1568‐1648)[19].
- 1566-1575 : destruction de la communauté juive d’Albuquerque, au nord de Badajoz, en Espagne par l’Inquisition[20].
- 1566-1570 : prédication en Transylvanie du prêtre antitrinitarien Ferenc Dávid, fondateur de l’Église unitarienne de Transylvanie[21].
- 1567 :
  - querelle de la grâce : par la bulle Ex omnibus afflictionibus le pape Pie V condamne 76 propositions extraites de l’œuvre de Michel Baïus, professeur de théologie à Louvain, qui portent sur la grâce, le libre arbitre et sur le péché originel et sont proches de la doctrine calviniste de la prédestination ; Baïus et ses collègues se soumettent[22].
  - Maximilien II abolit les Compacta de Bâle de 1433. La Bohême connaît une période de tolérance religieuse[23].
- 1568-1571 : révolte des Alpujarras en Espagne. Les morisques du royaume de Grenade sont déportés en Castille[24].
- 1569 : union de Lublin ; la Pologne et la Lituanie sont réunies dans la république des Deux Nations[25].

## Personnalités significatives
- Akbar
- Charles Borromée
- Catherine de Médicis
- Charles IX de France
- Élisabeth d'Angleterre
- Ferdinand Alvare de Tolède
- Guillaume d'Orange
- Ivan IV de Russie
- Marguerite de Parme
- Marie Stuart
- Maximilien II
- Philippe II d'Espagne
- Sarsa Dengel d'Éthiopie
- Soliman le Magnifique
- Sélim II
- Thérèse d'Avila